# Paphnutius rufifrons
Paphnutius rufifrons är en insektsart som först beskrevs av Jacobi 1921.  Paphnutius rufifrons ingår i släktet Paphnutius och familjen spottstritar. Inga underarter finns listade i Catalogue of Life.